# Jhonnatan Botero
Jhonnatan Botero Villegas (El Retiro, 27 aprile 1992) è un mountain biker colombiano, noto per essersi classificato quinto nell'evento di cross country alle Olimpiadi di Rio de Janeiro nel 2016 e per aver ottenuto una medaglia d'oro ai Giochi olimpici giovanili estivi nel 2010.

## Carriera

### Primi anni
La sua passione per il ciclismo è iniziata in giovane età. Botero andava sempre a scuola in bicicletta, in un comune di Antioquia chiamato El Retiro, la sua città natale. Inoltre, quando è entrato all'università, non ha mai smesso di allenarsi prima di andare a lezione, quindi era sempre a contatto con una bicicletta.
I suoi inizi nella mountain bike sono dovuti in parte a suo zio, John Jairo Botero, che, vivendo in Italia, era appassionato e ben informato su questo sport.
Con il supporto del suo allenatore, Héctor Pérez, ha iniziato la sua carriera per prepararsi a partecipare ai Giochi Olimpici Giovanili di Singapore nel 2010.

### Partecipazione a competizioni
La carriera sportiva di Jhonnatan Botero si distingue per la sua partecipazione ai seguenti eventi nazionali  e internazionali:

#### Giochi Olimpici della Gioventù 2010
Ha ottenuto un trionfo riconosciuto, dopo aver vinto la seconda medaglia d'oro per la Colombia ai Giochi Olimpici Giovanili di Singapore nel 2010. Questo traguardo è stato ottenuto grazie alla vittoria sulla squadra italiana il 17 agosto, in una competizione in cui la prestazione di Botero è stata importante.

#### Olimpiadi di Rio de Janeiro 2016
Botero ha avuto un'importante partecipazione in mountain bike ai Giochi Olimpici di Rio de Janeiro, dove si è classificato quinto e ha consegnato alla Colombia il ventiduesimo diploma olimpico in questa competizione sportiva.

#### Campionato Panamericano di Mountain Bike, Colombia
In questo evento, nel 2018, Botero ha vinto la medaglia d'oro nella staffetta a squadre, con la partecipazione dei compagni di squadra Valentina Abril e Leydy Mera. Questo torneo si è svolto nella città di Pereira, Risaralda, in cui la squadra costaricana si è classificata seconda e il Messico si è classificata terza.

#### Campionato Panamericano di Mountain Bike, Porto Rico
Nel 2021, Botero ha partecipato al Campionato Panamericano di Mountain Biking, svoltosi a Salinas (Porto Rico), ottenendo il secondo posto, dopo il messicano Gerardo Ulloa.

## Palmarès

### Competizioni mondiali
- Giochi olimpici giovanili

Singapore 2010: Medaglia d'oro a squadre in mountain bike (con Jessica Legarda, Brayan Ramírez e David Oquendo) 

### Campionati nel continente americano
- Campionati panamericani di MTB

Guatemala 2010: Medaglia d'oro a staffetta mista
Guatemala 2010: Medaglia d'oro nella categoria Junior di mountain biking
San Miguel de Tucumán 2013: Medaglia d'oro in mountain biking Under-23
Londrina 2014: Medaglia d'oro in mountain biking Under-23
Pereira 2018: Medaglia d'oro a staffetta mista (con Valentina Abril e Leidy Mera)
Salinas 2021: Medaglia d'argento in mountain biking
- Giochi centramericani e caraibici

Barranquilla 2018: Medaglia d'argento in mountain biking
- Giochi bolivariani

Santa Marta 2017: Medaglia di bronzo in mountain biking
- Campionati in Colombia

2014: Medaglia d'oro in mountain biking - Campionati Nazionali di Ciclismo Colombiani
2015: Medaglia d'oro in mountain biking - Campionati Nazionali Colombiani di Mountain Bike
2016: Medaglia d'oro in mountain biking - Campionati Nazionali Colombiani di Mountain Bike
2018: Medaglia d'argento in mountain biking - Campionati Nazionali Colombiani di Mountain Bike
2019: Medaglia d'argento in mountain biking - Campionati Nazionali di Ciclismo Colombiani
2022: Medaglia d'argento in mountain biking - Campionati Nazionali Colombiani di Mountain Bike

## Piazzamenti

### Competizioni mondiali
- Giochi olimpici

Rio de Janeiro 2016: 5º in mountain biking